# Ibn Isfandiyar
Baha al-Din Muhammad ibn Hasan ibn Isfandiyar (en persan : بهاءالدین محمد بن حسن بن اسفندیار), communément appelé Ibn Isfandiyar ( ابن اسفندیار), est un historien iranien du XIIIe siècle originaire du Tabarestan qui a rédigé une histoire de sa province natale, le Tarikh-i Tabaristan. Le peu que l'on sait de sa vie vient de l'introduction de cet ouvrage.

## Biographie
Ibn Isfandiyar appartient à une importante famille de fonctionnaires d'Amol, capitale du Tabarestan. Son père Hasan est un haut fonctionnaire de la cour des Bawandides, la dynastie régnante du Tabaristan. Au début de sa carrière, Ibn Isfandiyar est membre de la Cour des Bawandides et bénéficie du patronage d'Ardachir Ier (en) (r. 1173–1205 - mort en 1206). Il commence à compiler du matériel pour ses travaux historiques en 1206, et rédige le Bavand-nameh, un ouvrage aujourd'hui perdu, vraisemblablement en persan, et qu'il qualifie de « roman bawandide ». En 1209, il se rend brièvement à Bagdad. À son retour, il séjourne deux mois à Ray, et se rend à la bibliothèque de Rustam b. Shahriyar, où il découvre l'Uqidu sihr wa-qala'idu durar d'Abu 'l-Hasan Muhammad al-Yazdadi, une histoire en arabe du Tabarestan, œuvre qui a été perdue. Ibn Isfandiyar traduit l'ouvrage en persan, et en l'associant aux informations généalogiques et historiques sur les Bawandides dont il dispose, rédige le cœur de son travail historique. Il ajoute des éléments au fil des années, notamment lors de son séjour de cinq ans à Khwarezm. On ignore ce qu'il devient par la suite ; il est peut-être retourné dans son pays natal, ou a peut-être péri dans le sac mongol de Khwarezm en 1220.
Son histoire, qui n'a pas été achevée avant 1217, se termine avec la première chute de la dynastie des Bawandides en 1210. Un auteur anonyme ultérieur a écrit une suite jusqu'en 1349, date à laquelle la deuxième période de la dynastie a pris fin, en s'appuyant principalement sur le Tarikh-i Ruyan d'Awliya Allah Amuli. L'œuvre d'Ibn Isfandiyar comprend de nombreuses informations historiques, biographiques et géographiques uniques, notamment des vers en langue tabari et une traduction persane de la Lettre de Tansar (en), une pièce importante de la littérature pehlevi, envoyée par le souverain sassanide Ardachir Ier, prêtre en chef de Gushnasp, prince du Tabaristan.